# Oktober 2005
Portal Geschichte | Portal Biografien | Aktuelle Ereignisse | Jahreskalender | Tagesartikel

◄ |
20. Jahrhundert |
21. Jahrhundert

◄ |
1970er |
1980er |
1990er |
2000er
| 2010er | 2020er | 2030er | ►

◄ |
2001 |
2002 |
2003 |
2004 |
2005
| 2006 | 2007 | 2008 | 2009 | ►

◄ |
Juli 2005 |
August 2005 |
September 2005 |
Oktober 2005 |
November 2005 |
Dezember 2005 |
Januar 2006 |
►
Dieser Artikel behandelt tagesbezogene Nachrichten und Ereignisse im Oktober 2005.

## Tagesgeschehen

### Samstag, 1. Oktober 2005

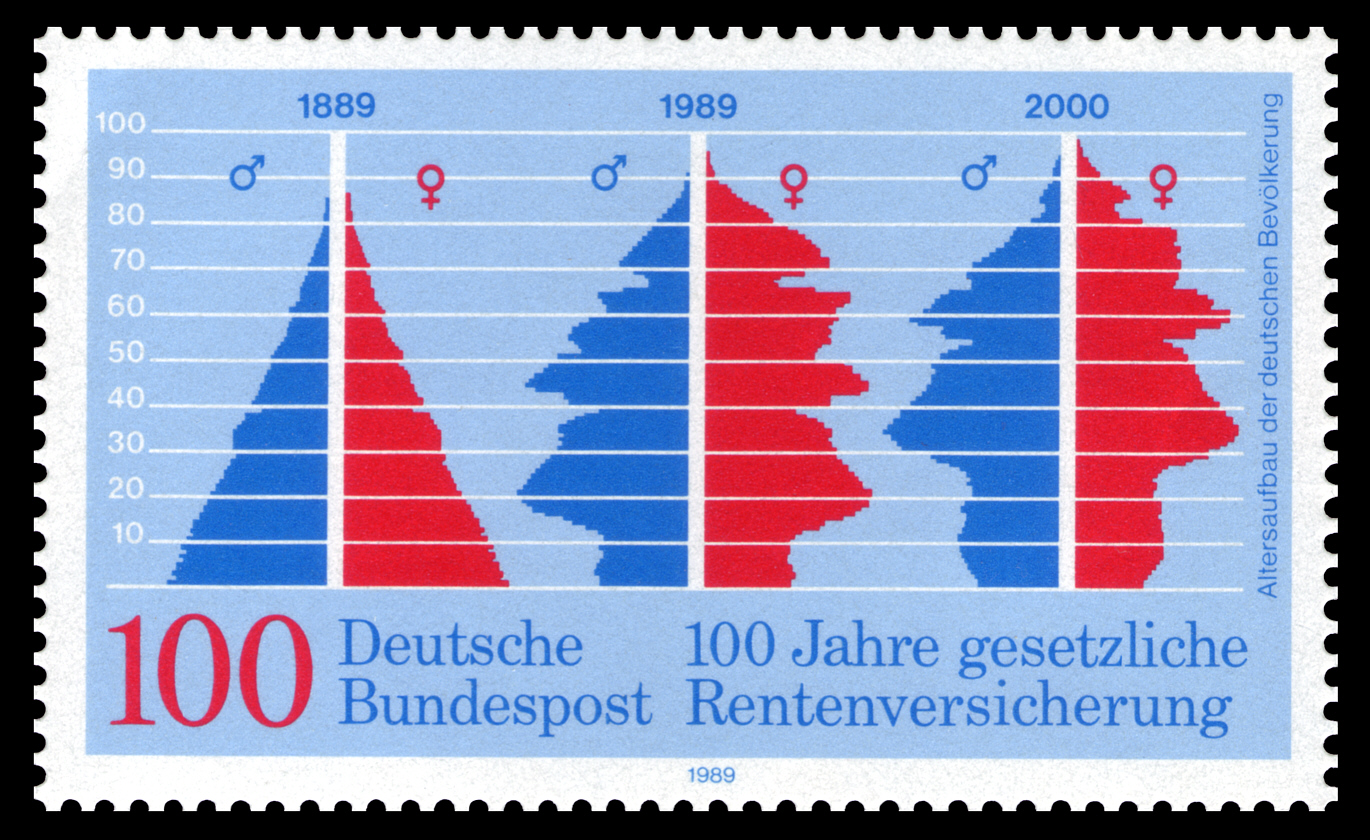
Die Altersstruktur ist eine Herausforderung für die Rentenversicherung

- Ajaccio, Marseille/Frankreich: Die Polizei beendet gewaltsam die Blockade des Hafens der korsischen Hauptstadt, durch die fast 15.000 Touristen auf der Insel gestrandet sind, sowie des Hafens der größten französischen Stadt am Mittelmeer. Die Blockade war eine Protestaktion gegen die geplante Privatisierung der Fährgesellschaft SNCM.[1]
- Bali/Indonesien: Eine Anschlagsserie auf der indonesischen Ferieninsel fordert zahlreiche Opfer. Diplomatenkreise sprechen von 32 Toten und mehr als 100 Verletzten. Ob auch deutsche Touristen unter den Opfern sind, ist noch nicht klar. Die Bomben explodierten kurz hintereinander in den Orten Jimbaran und in Kuta, etwa 30 km von Jimbaran entfernt.
- Berlin/Deutschland: Die Körperschaften des öffentlichen Rechts, die mit den Aufgaben der gesetzlichen Rentenversicherung betraut sind, treten ab heute unter dem gemeinsamen Namen „Deutsche Rentenversicherung“ auf. Ein gemeinsames Logo wird ebenfalls eingeführt.[2]

### Sonntag, 2. Oktober 2005
- Dresden/Deutschland: Im Wahlkreis 160 findet eine Nachwahl statt, weil die NPD-Direktkandidatin kurz vor der Bundestagswahl vom 18. September verstorben war. Die Nachwahl stößt wegen der laufenden Verhandlungen für eine Große Koalition auf hohes Interesse, weil eine Verschiebung von Mandaten zwischen CDU und SPD möglich wäre. Am Montag, 3. Oktober in der Früh wird verlautet, dass der CDU-Direktkandidat Andreas Lämmel gewählt wurde, jedoch bei den Zweitstimmen die SPD knapp voranlag. Dadurch gewinnt die Union nun ein Überhangmandat, was ihren Vorsprung im Bundestag von 3 auf 4 Mandate erhöht.
- Graz/Österreich: Die SPÖ erzielt bei der steirischen Landtagswahl einen Erdrutschsieg, überholt die seit 60 Jahren regierende ÖVP und erreicht 41,67 %. Die FPÖ muss das Parlament verlassen, hingegen erreichen die Grünen zum dritten Mal in Folge das notwendige Grundmandat.[3]
- Jerusalem/Israel: Während seines Staatsbesuchs in Italien wird Israels Staatspräsident Mosche Katzav Mitte November auch Papst Benedikt XVI. im Vatikan besuchen. Bei dem Treffen gehe es vor allem um den Stand der Beziehungen zwischen Israel und dem Vatikan, sagt ein Sprecher des Präsidenten. Weitere Details nennt er nicht. Nach Informationen der Zeitung Haaretz wollte Katzav das Oberhaupt der katholischen Kirche bitten, sich für den Kampf gegen den weltweiten Antisemitismus einzusetzen und israelischen Wissenschaftlern Zugang zu den Vatikan-Archiven zu gewähren.
- Yucatán/Mexiko: In den frühen Morgenstunden verstärkt sich vor der Küste der Halbinsel ein Tiefdruckgebiet zum Hurrikan Stan.

### Montag, 3. Oktober 2005

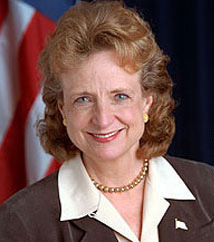
Harriet Miers

- Afrika, Europa: Ringförmige Sonnenfinsternis in einem bis zu 162 km breiten Streifen, der sich von Spanien über Algerien, Sudan, Kenia und Somalia erstreckt.
- Hamburg/Deutschland: Der deutsche Bundeswirtschaftsminister Wolfgang Clement (SPD) kritisiert den Missbrauch beim Arbeitslosengeld II. „Die Hemmschwellen für die 'Abzocke' bei Arbeitslosengeld II und weiteren Unterstützungsleistungen sind offenkundig gesunken“, sagt Clement der „Bild am Sonntag“. Das zeige sich bei Zunahme von Korruption, Schwarzarbeit und beim Sozial-Missbrauch. Rund 4,6 Millionen Deutsche beziehen inzwischen Hartz IV. Clement hatte dagegen nur mit 3,2 Millionen gerechnet. Im Bundeswirtschaftsministerium sei von „Missbrauch im großen Stil“ die Rede, heißt es weiter.
- Melilla/Spanien: Die spanische Exklave in Nordafrika, nördlich von Marokko, wird erneut das Ziel eines Massenansturms afrikanischer Migranten. Bis zu 800 Menschen versuchen, den sechs Meter hohen Metallzaun zu überwinden. Rund 300 von ihnen dringen auf spanisches Territorium vor. Melillas Stadtoberhaupt Juan José Imbroda macht indirekt marokkanische Behörden für den Vorfall verantwortlich. Eine Lösung könne nur „von der anderen Seite der Grenze“ kommen, sagt er.
- Stockholm/Schweden: Den Nobelpreis für Physiologie oder Medizin werden in diesem Jahr die Australier Barry Marshall und John Robin Warren für die Entdeckung des Magenbakteriums Helicobacter pylori und seine Bedeutung bei Gastritis und Magengeschwüren erhalten.[4]
- Washington, D.C./Vereinigte Staaten: US-Präsident George W. Bush nominiert seine Rechtsberaterin Harriet Miers für die Nachfolge von Sandra Day O’Connor als Richterin am Obersten Gerichtshof der Vereinigten Staaten. Miers hat keine Erfahrung als Richterin, weshalb ihre Nominierung viele Beobachter überrascht. Vor allem konservative Mitglieder der republikanischen Parteibasis werfen dem Präsidenten in ersten Internet-Reaktionen Vetternwirtschaft vor. Sie zeigten sich enttäuscht, dass Miers sich nie klar gegen ein verfassungsmäßiges Recht auf Abtreibung ausgesprochen hat.
- Westjordanland/Palästinensische Autonomiegebiete: Bei nächtlichen Razzien nimmt die israelische Armee erneut 40 Mitglieder der radikales Palästinenser-Bewegungen Hamas und Islamischer Dschihad fest. Wie ein israelischer Militärsprecher mitteilt, stammen die meisten Gefangenen aus den Regionen von Ramallah, Betlehem und Nablus.

### Dienstag, 4. Oktober 2005
- Luxemburg/Luxemburg: In der Nacht vom 3. zum 4. Oktober werden offiziell die Beitrittsverhandlungen der Türkei mit der Europäischen Union aufgenommen. „Zuvor hatte Österreich nach mehrstündigen, zähen Verhandlungen seine Forderung aufgegeben, für die Gespräche auch andere Ziele als die Vollmitgliedschaft festzuschreiben“, heißt es in Presseberichten.[5]

### Mittwoch, 5. Oktober 2005
- Bagdad/Irak: Die US-Armee weitet ihre Einsätze gegen Aufständische im Westen des Irak aus. Unterstützt von der irakischen Armee startet sie eine neue Offensive gegen Stellungen des Terror-Netzwerks Al-Qaida in drei Ortschaften im Euphrat-Tal, wie die US-Streitkräfte in Bagdad mitteilen. Rund 2.500 US-Soldaten seien daran beteiligt.
- Luxemburg/Luxemburg: Der Europäische Gerichtshof kippt das Gesetz zum Gentechnik-Verbot in Oberösterreich.
- Stockholm/Schweden: Der deutsche Wissenschaftler Theodor W. Hänsch wird gemeinsam mit den US-Forschern Roy J. Glauber und John L. Hall den diesjährigen Nobelpreis für Physik erhalten. Hänsch ist Lehrstuhlinhaber für Experimentalphysik und Laserspektroskopie der Ludwig-Maximilians-Universität in München und Direktor am Max-Planck-Institut für Quantenoptik in Garching. Dem Physiker wurde bereits im Sommer für seine Forschung in der Laserspektroskopie der Otto-Hahn-Preis verliehen. Den Nobelpreis für Chemie werden in diesem Jahr der Franzose Yves Chauvin sowie die Amerikaner Robert Grubbs und Richard R. Schrock erhalten. Die Stiftung ehrt ihre Forschung im Bereich Organische Chemie.[6]

### Donnerstag, 6. Oktober 2005
- Washington, D.C./Vereinigte Staaten: Nach dem Skandal von Abu Ghuraib beschließt der US-Senat ein ausdrückliches Verbot der Misshandlung von Gefangenen durch US-Soldaten. Die Neuregelung, die in einem Gesetz zum Verteidigungsbudget steht, wird mit 90 gegen 9 Stimmen angenommen. Zu den Verfechtern zählen der republikanische Senator John McCain und der frühere Außenminister Colin Powell. Im Weißen Haus und im US-Verteidigungsministerium gibt es Widerstand gegen die Neuregelung, so dass die weiteren parlamentarischen Beratungen zu Änderungen führen könnten.

### Freitag, 7. Oktober 2005
- Oslo/Norwegen: Der Ägypter Mohammed el-Baradei wird den diesjährigen Friedensnobelpreis erhalten. Das Komitee will ihn und die Internationale Atomenergie-Organisation der Vereinten Nationen u. a. „für ihren Einsatz gegen den militärischen Missbrauch von Kernenergie“ auszeichnen.[7]
- Rom/Italien: Im Auffanglager der von Tausenden afrikanischen Migranten angesteuerten italienischen Insel Lampedusa gibt es laut einem Pressebericht Schikanen und Misshandlungen der Insassen. Die Hygiene-Bedingungen in dem Lager seien unzureichend. Auch sei keiner der Lagerinsassen einem Richter vorgeführt worden, wie es italienische Gesetze vorschreiben.
- Warschau/Polen: Ein Interview, das die Mutter der "Kaczyński-Brüder" der Nachrichtenagentur AFP gibt, wird politisch brisant. Während sich Lech Kaczyński (56) um die Präsidentschaft bewirbt, erzählt Jadwiga Kaczyńska (78), dass sich die Zwillinge im Politgeschäft oft bei ihr Rat holen. Wenn Jarosław als Parteichef im Fernsehen sei, sage er immer „Mama, du musst dir das ansehen. Du bist meine beste Kritikerin.“ Kaczyńska war bereits im Zweiten Weltkrieg Aktivistin des polnischen Widerstands.

### Samstag, 8. Oktober 2005
- Berlin/Deutschland: In der Affäre um die Razzia bei der politischen Monatszeitschrift „Cicero“ greift Bundesinnenminister Otto Schily (SPD) seine Kritiker scharf an und weist ihre Vorwürfe zurück: „Geheimnisverrat ist nicht irgendeine Ordnungswidrigkeit. Der Staat habe einen Anspruch darauf, seine Sphäre zu schützen“, sagte Schily der Zeitschrift Der Spiegel. Zudem seien Journalisten nicht von der Achtung der Gesetze befreit: „Wenn sie denken, Pressefreiheit sei sozusagen eine Freizeichnungs-Klausel, die sie von der Bindung an das Strafrecht befreit, dann sind sie auf dem Holzweg“. Unterdessen rügt der Bund Deutscher Kriminalbeamter (BDK) den Führungsstil des Bundeskriminalamts (BKA) in der Affäre um die Weitergabe eines Terror-Dossiers an das Magazin.
- Hamburg/Deutschland: Der frisch gewählte Abgeordnete im Deutschen Bundestag der Linkspartei.PDS Lutz Heilmann war nach Informationen der  Zeitschrift Der Spiegel 1989 als Personenschützer hauptamtlicher Mitarbeiter des DDR-Ministeriums für Staatssicherheit. Der Linkspartei-Bundessprecher sagt der Zeitschrift, er sehe in der Tatsache „kein großes Problem“. Heilmann ist damit der erste bekennende hauptamtliche Stasi-Mitarbeiter mit Bundestagsmandat.
- Irak: Die US-Armee hat ihren Militäreinsatz „Eiserne Faust“ im westlichen Irak beendet. Sie teilt mit, dass in Sadah nahe der Grenze zu Syrien neue Kontrollposten errichtet wurden, um die „Präsenz in dem Gebiet aufrechtzuerhalten“. Damit solle besser als bisher das Eindringen von Al-Qaida-Terroristen aus Syrien über das Euphrat-Tal in den Irak verhindert werden. Der Einsatz mit rund tausend US-Soldaten dauerte 7 Tage; über 50 Aufständische und ein US-Soldat wurden getötet. Seit Ende September haben die US-Streitkräfte bereits drei weitere Einsätze im Euphrattal geführt. Die sunnitische Provinz al Anbar ist eine der Hochburgen der Rebellen.
- Pakistan: Bei einem Erdbeben der Stärke 7,6 (Richterskala) in der Grenzregion zwischen Pakistan und Indien nahe Islamabad werden mehr als 30.000 Menschen getötet; besonders betroffen ist der pakistanische Teil von Kaschmir, wo hunderte Dörfer von der Außenwelt abgeschnitten sind. Die erbetene internationale Hilfe läuft rasch an, u. a. mit 20 Transporthubschraubern. Eine Woche später sind es zwar bereits über 120 Hubschrauber, doch erhöht sich die geschätzte Opferzahl auf 40–50.000 Tote, fast 100.000 Verletzte und 2 bis 2,5 Millionen Obdachlose.

### Sonntag, 9. Oktober 2005
- Eisenstadt/Österreich: Bei der Landtagswahl erringt die SPÖ mit 19 Mandaten, zwei mehr als bisher, die absolute Mehrheit. Weitere Parteien im Burgenländischen Landtag sind wie zuvor die ÖVP, die FPÖ mit einer Halbierung ihres Ergebnisses bei der letzten Wahl und die Grünen.[8]
- Leipzig/Deutschland: Der Parteivorsitzende der Grünen, Reinhard Bütikofer, kritisiert Bundesinnenminister Otto Schily (SPD) heftig wegen der Durchsuchungsaktion gegen die Zeitschrift „Cicero“. Der „Leipziger Volkszeitung“ (Montagausgabe) sagt Bütikofer: „Otto Schily geriet in den letzten Jahren immer in Versuchung, sich selbst mit dem Staat zu verwechseln. Damit läuft er Gefahr, das Wesen demokratisch verliehener Macht zu verkennen.“
- Warschau/Polen: Die Präsidentschaftswahl ergibt 38 % Stimmenanteil für Donald Tusk von der Bürgerplattform und 32 % für Lech Kaczyński von der Partei Recht und Gerechtigkeit. Damit wird eine Stichwahl nötig, die erstmals zwischen zwei Kandidaten bürgerlicher Parteien stattfindet.[9]

### Montag, 10. Oktober 2005
- Belgrad/Serbien und Montenegro: Wie vereinbart, beginnen die Assoziierungs-Verhandlungen mit der EU. Voraussetzungen sind weitere Reformen Belgrads und eine bessere Kooperation mit dem Kriegsverbrechertribunal.
- Berlin/Deutschland: Nach wochenlangen Sondierungsgesprächen ist nun die Große Koalition fix und die Verteilung der Ministerposten auf die Parteien entschieden. Wie bereits vorher gemutmaßt, wird Angela Merkel das Kanzleramt übernehmen; die CDU/CSU-Fraktion stellt 6 weitere Minister, die SPD hingegen acht. Noch-Bundeskanzler Gerhard Schröder kündigt an, er wolle sich nun ganz aus der Politik zurückziehen.
- Frankfurt am Main/Deutschland: Nach 60 Jahren schließt die US-Luftwaffe ihre Rhein-Main Air Base am Frankfurter Flughafen symbolisch mit einem Festakt des Flughafenbetreibers Fraport. Der Flughafen war für die US-Luftwaffe seit 1945 ihr „Tor zu Europa“ und zählte einst zu den wichtigsten Stützpunkten weltweit. Die endgültige Schließung steht zum Jahresende an.
- Madrid/Spanien, Rabat/Marokko: Wie Madrid meldet, hat Marokko mit der Abschiebung von etwa 1000 illegalen Migranten begonnen, die in der Vorwoche über die Grenzzäune der spanischen Exklaven Ceuta und Melilla geklettert sind. Hunderte Menschen aus Subsahara-Staaten wurden in Busse mit unbekanntem Ziel gesetzt bzw. von der Grenzstadt Oujda zu Fuß nach Süden geschickt, nach internationalen Protesten aber am 10./11. Oktober zurückgebracht. Erstmals startet nun ein Flugzeug mit über 100 Migranten aus dem Senegal, das diese zurück in ihr Heimatland bringt.[10]
- Stockholm/Schweden: Der 1930 in Deutschland geborene Israel-Amerikaner Robert Aumann und der Amerikaner Thomas Schelling werden in diesem Jahr u. a. für ihre Beiträge zur Spieltheorie den Alfred-Nobel-Gedächtnispreis für Wirtschaftswissenschaften erhalten.[11]

### Dienstag, 11. Oktober 2005
- Basel/Schweiz: In der Ciba-Chemiefabrik von Grenzach-Wyhlen (Baden-Württemberg) löst eine Verpuffung einen Großbrand aus. Zwar wird niemand verletzt und der Brand in 2–3 Stunden gelöscht, doch empfiehlt man zunächst auch im Schweizer Grenzgebiet, alle Fenster geschlossen zu halten.
- Brüssel/Belgien: Die Europäische Union (EU) beauftragt ihre Innen- und Justizminister, über ein gemeinsames Vorgehen gegen die angestiegenen Migrationsströme aus Afrika in Richtung der EU-Mitgliedstaaten zu beraten. Sie betreffen neben Spanien auch Italien, Frankreich und England. Neben Änderungen der Asylpolitik ist an vermehrte Entwicklungshilfe und an Auffanglager im mittleren Afrika (z. B. Tansania) gedacht, aber auch in der Ukraine. Gegen solche Pläne wendet sich Amnesty International: die EU solle sich nicht zu einer „Festung“ gegenüber ärmeren Staaten entwickeln.
- Novi Sad/Serbien und Montenegro: Die im Kosovo-Krieg 1999 zerstörte Freiheitsbrücke wird wieder eröffnet. Die Donau ist damit wieder auf ihrer gesamten Länge ungehindert befahrbar.
- Rabat/Marokko: In der marokkanischen Hauptstadt führt Spaniens Außenminister Miguel Ángel Moratinos Gespräche über das gemeinsame Vorgehen gegen Migranten, die über Marokko in die Europäische Union (EU) einwandern. Inzwischen wirft die EU der spanischen Regierung unter José Luis Zapatero vor, bei der Generalamnestie für die aus Afrika eintreffenden Migranten die Folgen zu wenig bedacht zu haben. Die meisten in Spanien ankommenden Migranten verlassen das Land kurze Zeit später gen Norden.

### Mittwoch, 12. Oktober 2005
- Alxa/China: Nach zwei Jahren führt die Volksrepublik wieder eine bemannte Raumfahrtmission durch. Vom Kosmodrom Jiuquan in der Inneren Mongolei aus bringt eine Rakete vom Typ Langer Marsch 2 das Raumschiff Shenzhou 6 mit zwei Taikonauten ins Weltall. Der Start verläuft trotz einer nahen Kaltfront mit Schneefall problemlos. Nach 30 Minuten wird der Satellitenorbit erreicht. Zu den Missionszielen gehören der Aufenthalt der Besatzung außerhalb der Kommandokapsel sowie Belastungsproben z. B. der Lebenserhaltungssysteme des Raumschiffs. Erst gestern beschloss die Kommunistische Partei einen neuen Fünfjahresplan auf dem Gebiet der Raumfahrt und bestätigte dabei das Fernziel der Chinesen, mit einem eigenen Raumschiff zum Mond zu fliegen.[12]
- Wiesbaden/Deutschland: Die stark gestiegenen Preise für Benzin und Heizöl haben die Inflation auf den höchsten Stand seit vier Jahren getrieben: Der Verbraucherpreisindex für September stieg gegenüber September 2004 um 2,5 %, wie das Statistische Bundesamt mitteilt. Es bestätigt damit eine Schätzung von Ende September. Im August lag der Wert noch bei 1,9 %. Die Europäische Zentralbank in Frankfurt strebt eine maximale Preissteigerung von 2 % an. Im Vergleich zum Vormonat ergab sich ein Anstieg von 0,4 %.

### Donnerstag, 13. Oktober 2005
- Berlin/Deutschland: Der Innenausschuss des Bundestags kommt zu einer Sondersitzung zusammen, um die umstrittene Durchsuchung bei der Zeitschrift „Cicero“ zu erörtern. Bei der nichtöffentlichen Sitzung soll sich Innenminister Otto Schily (SPD) zu Vorwürfen der Staatsanwaltschaft äußern, dass die wegen möglichen Geheimnisverrats initiierte Durchsuchung im Zusammenhang mit Berichten über den jordanischen Extremistenführer Abu Mussab el Sarkawi unverhältnismäßig gewesen sei. Schily hatte die Ermächtigung zur Strafverfolgung erteilt.
- San Luis/Argentinien: Der Bulgare Wesselin Topalow ist neuer FIDE-Weltmeister.
- Stockholm/Schweden: Der britische Dramatiker Harold Pinter wird in diesem Jahr den Nobelpreis für Literatur erhalten. Insbesondere in Kreisen deutscher Literaturkritiker wird die Wahl als nicht mehr zeitgemäß empfunden, da Pinter zwar in den 1960er Jahren für einige Denkanstöße gesorgt, aber seitdem im Gegensatz zu anderen keine Weiterentwicklung gezeigt habe.[13]

### Freitag, 14. Oktober 2005
- Den Haag/Niederlande: Wegen Terrorgefahr und Meldungen über Schüsse riegelt die Polizei das Regierungsviertel ab und führt mehrere Razzien durch. Bei Durchsuchungen in verschiedenen Städten werden sieben Personen unter Terrorverdacht festgenommen, was die Staatsanwaltschaft gegenüber der niederländischen Nachrichtenagentur AFP bestätigt. ANP und der Rundfunksender Radio 1 melden die Absperrung einer Schule und des Gebäudekomplexes Binnenhof, in dem Büros von Ministerpräsident Jan Peter Balkenende und Außenminister Ben Bot sowie das Parlament angesiedelt sind. Die Antiterror-Einheiten bestätigen ihre Beteiligung am Einsatz nur indirekt. Laut Radio 1/NOS ist unter den Inhaftierten Samir A., der im April hinsichtlich Vorbereitung von Anschlägen freigesprochen wurde.
- Den Haag/Niederlande: Vorstandschef Uwe Bergheim verlässt E-Plus, da er sich in nächster Zeit einer anderen Aufgabe außerhalb des Konzerns KPN widmen will. Bergheim war maßgeblich an Kampagnen mit Dumping-Tarifen bei Mobilfunkanbietern beteiligt.[14]
- Paris/Frankreich: Die FATF streicht Nauru von der Liste der unkooperativen Länder bei der Geldwäschebekämpfung. Somit verbleiben nur Myanmar und Nigeria auf der Liste.[15]
- Salamanca/Spanien: In der westspanischen Stadt beginnt der dreitägige XV. Iberoamerika-Gipfel der Staats- und Regierungschefs von Iberoamerika sowie Spaniens und Portugals. Rund 20 Staaten sind vertreten und werden unter anderem die Problemkreise Staatsschuld und Migration beraten. Kubas Präsident Fidel Castro fehlt zum fünften Mal, u. a. weil ihn Menschenrechts-Gruppen vor einem Madrider Gericht anzeigen wollen.[16][17]

### Samstag, 15. Oktober 2005
- Brüssel/Belgien: Laut EU-Gesundheitskommissar Markos Kyprianou werden Veterinärexperten nächste Woche die jüngsten Entwicklungen analysieren und ihren Risiko-Katalog erweitern. Die Impfvorräte würden ausreichen, seien aber innerhalb der EU ungleichmäßig verteilt.
- Kailua-Kona/Vereinigte Staaten: Auf Big Island gewinnt der Deutsch-Iraker Faris Al-Sultan den ältesten Triathlon über die Langdistanz und im Damen-Wettbewerb des Ironman Hawaii lässt Natascha Badmann aus der Schweiz zum zweiten Mal in Folge und zum sechsten Mal in ihrer Karriere die Konkurrenz hinter sich.[18][19]
- Kalifornien/Vereinigte Staaten: Die Asche des im Juli verstorbenen Filmschauspielers James Doohan (Ingenieur Scotty in der Fernsehserie Raumschiff Enterprise) soll am 6. Dezember von einer US-Militärbasis mit einer Falcon-1-Rakete in den Weltraum geschossen werden, wie die beauftragte Firma Space Services mitteilt.[20]
- London/Vereinigtes Königreich: Ein britisches Labor stellt in einer Eiluntersuchung fest, dass neben der Türkei auch in Rumänien die aufgetretene Vogelgrippe H5N1 auf den für den Menschen gefährlichen Erreger H5N1 zurückzuführen ist. Österreichs Gesundheitsministerin Rauch-Kallat teilt mit, dass viele Länder Europas bereits Impfpläne haben und Ansteckungsgefahr nur direkt im Hühnerstall bestehe.
- Toledo/Vereinigte Staaten: Im Bundesstaat Ohio kommt es am gesamten Wochenende zu Unruhen, als bei einem Demonstrationsaufzug des National Socialist Movement, einer nationalsozialistischen Gruppierung, diese mit Gegendemonstranten zusammenstoßen. Dabei setzt die örtliche Polizei Tränengas insbesondere gegen letztere ein. Die Presse spricht von einem wütenden Mob von 600 Menschen, denen sich auch Straßengangs angeschlossen hätten, die Baseball-große Steine auf die Polizisten warfen, Autos beschädigten und eine Bar in Brand setzten. 114 Personen wurden in Gewahrsam genommen.[21]

### Sonntag, 16. Oktober 2005
- Dénia/Spanien: Der österreichische ehemalige KZ-Arzt Aribert Heim (91), der im KZ Mauthausen Häftlinge mit Injektionen ermordete, wird laut Bericht des Simon-Wiesenthal-Centers aufgespürt.
- Fresno/Vereinigte Staaten: In einem Gletscher am Mount Mendel im Kings Canyon National Park finden zwei Bergsteiger in der Sierra Nevada die teilweise mumifizierte Leiche eines Militärpiloten, der offenbar seit dem Zweiten Weltkrieg dort lag. Nach Angaben der Behörden gehörte der Tote zu einem AT-7-Trainingsflugzeug, das am 18. November 1942 mit fünf Mann Besatzung bei einem Navigationstraining in der Region abgestürzt war. 1947 hatte ein Bergsteiger das Wrack und vier der Leichname gefunden.[22]
- Xianghe/China: Das Treffen der Gruppe der zwanzig wichtigsten Industrie- und Schwellenländer (G20) kann sich auf Reformen von Weltbank und Internationalem Währungsfonds einigen. China fordert die G20-Finanzminister zu weiterer Liberalisierung des Welthandels auf.[23]

### Montag, 17. Oktober 2005
- Jerusalem/Israel: Das Land bricht den Kontakt zur Palästinensischen Autonomiebehörde ab. Radikale Palästinenser hatten am Sonntag einen Sammelpunkt für Anhalter bei den Siedlungen Gusch Etzion und Eli angegriffen, wobei drei Menschen getötet und fünf schwer verletzt wurden.[24]
- Karibik: Mit dem Hurrikan „Wilma“ bildet sich bereits der 21. derartige Tropensturm in der aktuellen Saison. Die Erdöl-Industrie befürchtet Schäden an den Ölplattformen im Golf von Mexiko. Der Rohölpreis steigt an der New Yorker Börse von 40 auf 64 US-Dollar pro Barrel.
- Lilongwe/Malawi: Nach Angaben des Präsidenten Bingu wa Mutharika droht in dem afrikanischen Staat eine Hungerkatastrophe, von der 5 Millionen Einwohner bedroht sind. Die Regierung habe 50 Millionen $ für 330.000 t Getreide aus Südafrika bereitgestellt, benötige aber noch 158.000 t, um die Versorgung der Bevölkerung bis zur nächsten Ernte im März bzw. April 2006 garantieren zu können. Weil über 14 % der Bevölkerung mit AIDS infiziert sind, fehlt vielen Farmern und Farmarbeitern die Kraft zur Durchführung der nötigen Arbeit.[25]
- Oslo/Norwegen: Jens Stoltenberg löst seinen Vorgänger Kjell Magne Bondevik als Ministerpräsident Norwegens ab; er steht einer Koalition aus Arbeiterpartei, Linkssozialisten und Zentrumspartei vor.
- Rom/Italien: Die Vorwahlen zum Spitzenkandidaten der Mitte-links-Opposition Italiens gewinnt Romano Prodi, der ehemalige Präsident der EU-Kommission. Damit wird Prodi, wie seit langem erwartet, als Chef des Parteienbündnisses „Unione“ den amtierenden Ministerpräsidenten Silvio Berlusconi herausfordern. Erste Nachwahlbefragungen ergaben einen überraschend hohen Stimmenanteil von rund 75 Prozent. Die Parlamentswahl findet im Mai 2006 statt. Getrübt wird die Freude bei „Unione“ durch die mafia-artige Ermordung des Vizepräsidenten der Regionsregierung von Kalabrien, Francesco Fortugno, durch zwei maskierte Männer, als dieser am Sonntag das Wahllokal im süditalienischen Lucri verließ.[26]
- Ulanqab/China: Die Besatzung des zweiten bemannten Raumflugs der Volksrepublik landet mit ihrer Rückkehrkapsel in den frühen Morgenstunden im Siziwang-Banner in der Inneren Mongolei. Die Taikonauten, die fünf Tage lang die Erde umkreisten, sind bei guter körperlicher Verfassung.[27]

### Dienstag, 18. Oktober 2005
- Berlin/Deutschland: In der konstituierenden Sitzung des 16. Deutschen Bundestages wird der westfälische CDU-Politiker Norbert Lammert zum neuen Bundestagspräsidenten gewählt. In seiner Antrittsrede betont Lammert die Rechte des Parlaments, speziell in Zeiten einer Großen Koalition. Bei der Wahl der Vizepräsidenten erhält der bisherige Präsident Wolfgang Thierse nur etwa zwei Drittel der Stimmen, und beim Kandidaten Lothar Bisky kommt es zu einem Eklat. Der ehemalige PDS-Parteichef und Spitzenkandidat der Linkspartei.PDS verfehlt auch im dritten (letzten) Wahlgang die einfache Mehrheit. Da traditionell jede Parlamentspartei einen Vizepräsidenten stellt (und deren Vorschläge von den anderen Fraktionen bisher gebilligt wurden), kündigt Bisky an, auch in später stattfindenden Wahlgängen zu kandidieren.
- Frankfurt am Main/Deutschland: Die in der Mainmetropole beginnende 57. Frankfurter Buchmesse, die bis zum 23. Oktober dauert, hat mit 7.200 Ausstellern Rekordgröße. Die Stimmung der Verlage ist meist optimistisch, sodass sie auf der weltgrößten Buchmesse 105.000 Titel vorstellen. 1.000 Autoren werden sich präsentieren, davon 40 aus dem nominellen Gastland Korea, wobei das kommunistische Nordkorea seine Teilnahme abgesagt hat.[28]
- Haiti: Nur wenige Wochen nach den verheerenden Wirbelstürmen Katrina und Rita hat sich in der Karibik der Hurrikan Wilma zum Sturm der höchsten Stufe aufgeladen. Über große Teile von Haiti gehen sintflut-artige Regenfälle nieder; die folgenden Erdrutsche und Muren töten neun Menschen. „Wilma“ bedroht nun Kuba. New Orleans in den Vereinigten Staaten wird auf eine zweite Evakuierung nach der Katastrophe vom 28. August vorbereitet.
- Ottawa/Kanada: Nach einer Studie der Simon Fraser University, die auf Betreiben der Suzuki-Stiftung durchgeführt wurde, gehört Kanada überraschenderweise zu den Industriestaaten mit der schlechtesten Bilanz im Umweltschutz. So liegt der flächenmäßig zweitgrößte Staat bei der Ökonomischen Zusammenarbeit und Entwicklung auf dem 28. Platz von 30 untersuchten Ländern. Bei der Produktion von Atommüll und der Emission von Kohlenmonoxid nimmt Kanada den 30. Rang ein, beim Wasserverbrauch Platz 29. Europäische Staaten wie Schweden, die Schweiz, Dänemark und Deutschland rangieren an der Spitze dieser Umweltbilanz, während Kanada, Belgien und die USA am unteren Ende stehen.[29]
- Peking/China: Die Volksrepublik sagt den geplanten Peking-Besuch von Japans Außenminister Nobutaka Machimura ab. Als Grund wird der neuerliche Besuch des umstrittenen Yasukuni-Schreins durch Japans Ministerpräsident Jun’ichirō Koizumi angegeben.[30]

### Mittwoch, 19. Oktober 2005
- Bagdad/Irak: Der frühere Diktator Saddam Hussein muss sich zweieinhalb Jahre nach seinem Sturz vor einem Sonder-Tribunal für mutmaßliche Verbrechen gegen die Menschlichkeit verantworten. Mit ihm sind sieben führende Mitglieder der Baath-Partei angeklagt. Erster Anklagepunkt ist ein Massaker in der Stadt Dedscheel. Dort waren 1982 nach einem fehlgeschlagenen Attentat auf Saddam 143 Männer und Jungen hingerichtet worden. Weitere zwölf Anklagen reichen vom Giftgasangriff in der kurdischen Stadt Halabdscha (1988) bis hin zum Massenmord an zehntausenden Schiiten nach deren Aufstand 1991. Die irakische Öffentlichkeit beachtet den unter strengster Geheimhaltung abgehaltenen Prozess relativ wenig, da man ihn als Schauprozess der USA interpretiert. Größer ist das Interesse hingegen in den Nachbarländern.
- Berlin/Deutschland: Der deutsche Umweltminister Jürgen Trittin (Grüne) erlässt eine Eilverordnung, gemäß welcher Geflügel ab Samstag nur noch in Ställen gehalten werden darf, damit der Erreger der Vogelgrippe H5N1 nicht von Wildvögeln auf Nutztiere überspringt.[31]
- Brüssel/Belgien: Nach der Entscheidung der EU-Kommission darf die italienische Großbank Unicredit die Münchner HypoVereinsbank übernehmen. Bedenken, die aufgrund größerer Aktivitäten beider Unternehmen in Polen und Kroatien bestanden, scheinen nach dem Bericht der Kommission ausgeräumt. Es wäre die größte internationale Banken-Fusion Europas.[32]
- Juneau/Vereinigte Staaten: In Alaska tritt ein Waffengesetz in Kraft, das sowohl den Besitz von Handfeuerwaffen als auch deren Mitführen in Kraftfahrzeugen liberalisiert. Das Gesetz soll restriktivere lokale Bestimmungen der Countys und Kommunen gegenstandslos machen. Die National Rifle Association erhofft sich eine Signalwirkung der neuen Gesetzeslage in Alaska auf andere Bundesstaaten der USA.[33]
- Spanien: Über zwei Jahre nach der Tötung zweier Journalisten bei einem Angriff der Streitkräfte der Vereinigten Staaten auf das „Hotel Palestine“ in Bagdad erlässt ein spanischer Richter einen Internationalen Haftbefehl gegen drei Soldaten. Laut Justizkreisen in Madrid seien sie in dem Panzer gesessen, der im April 2003 das vor allem von Ausländern bewohnte Hotel beschoss. Beim Einschlag des Geschosses im 15. Stock des Gebäudes waren der damals 37-jährige spanische Kameramann José Couso sowie der ukrainische Reuters-Kameramann Taras Protsyuk ums Leben gekommen.

### Donnerstag, 20. Oktober 2005
- Beirut/Libanon: Zum Attentat auf den Fahrzeugkonvoi von Libanons Ex-Premierminister Rafiq al-Hariri mit 21 Todesopfern am 14. Februar in Beirut berichtet der Chefermittler der Vereinten Nationen Detlev Mehlis von einer klaren Mittäterschaft syrischer Nachrichtendienst-Mitarbeiter. Syrien verneint dies weiterhin.[34]
- Berlin/Deutschland: Die Organisation Reporter ohne Grenzen veröffentlicht eine Studie zur weltweiten Situation der Pressefreiheit. Während Nordkorea den 166. und letzten Platz einnimmt, fällt Deutschland von Platz 11 auf 18 zurück.[35]
- Leipzig/Deutschland: Die Junge Union gibt CSU-Chef Edmund Stoiber die Hauptschuld am unerwartet schlechten Wahlergebnis der CDU/CSU bei der Bundestagswahl. Der JU-Vorsitzende Philipp Mißfelder äußert gegenüber der Leipziger Volkszeitung, dass Stoiber mit grenzwertigen Bemerkungen über die Stimmungslage der Ostdeutschen den Wahlkampf unnötig erschwert habe.
- Paris/Frankreich: Der venezolanische Präsident Hugo Chávez warnt bei einem Treffen mit französischen Geschäftsleuten US-Präsident George W. Bush vor einer eventuellen Invasion seines Landes. Vor dem Hintergrund einer Verknappung der US-Erdölreserven durch mehrere Hurrikans im Golf von Mexiko hatte der Fernsehprediger Pat Robertson, der als geistiger Berater Bushs gilt, die Ermordung Chávez’ und Vereinnahmung der dortigen Öl- und Gasbestände angedacht. Robertson hatte sich zwar entschuldigt, was Chavez aber nicht beruhigte. Jeden Tag sende Venezuela 1,5 Mill. Barrel Rohöl in die USA, was man jederzeit stoppen könne. Ein Preis von 160 US-Dollar pro Barrel wäre dann durchaus denkbar. Der Sprecher des US-Departements, Sean McCormack, versuchte die Wogen zu glätten, doch passt in Kolumbiens Stimmungsbild, dass Israel auf Druck der USA die Lieferung von F-16-Lizenzkampfjets stornierte.[36]
- New York/Vereinigte Staaten: UN-Generalsekretär Kofi Annan forderte mehr Unterstützung für die Opfer des Erdbebens in Pakistan. Insbesondere im Norden des Staates werde der Tod von zahlreichen Schwachen und Kindern befürchtet.[37]
- Wien/Österreich: In Österreich wird als Vorsorgemaßnahme gegen eine Verbreitung der Vogelgrippe H5N1 die Freilandhaltung von Geflügel bis auf Weiteres verboten. Mit der ab Samstag greifenden Maßnahme soll das Einschleppen des Virus durch Zugvögel verhindert werden.[38]

### Freitag, 21. Oktober 2005
- Australien: Erstmals wird die Vogelgrippe H5N1 auch auf dem australischen Kontinent nachgewiesen. Der nationale Quarantäne- und Kontrollenservice entdeckt Antikörper der Vogelgrippe in Tauben, die aus Kanada nach Melbourne importiert wurden.
- Islamabad/Pakistan: Pakistans Präsident Pervez Musharraf empfindet die internationalen Hilfen für das Erdbebengebiet als „total inadäquat“; Milliarden weitere Dollar würden gebraucht.[39]
- Izmir/Türkei: Ein schweres Erdbeben bei der Großstadt Izmir verursacht in der Nacht zum Freitag viele Zerstörungen, 37 Verletzte und zwei Todesopfer. Das Epizentrum lag rund 45 km südwestlich von Izmir. Das Erdbeben der Stärke 6,0 war auch auf vorgelagerten griechischen Inseln wie Chios und Samos zu spüren.
- Neu-Delhi/Indien: Indien und die USA weiten ihre Kooperation im Bereich Nuklearenergie aus; in Neu-Delhi finden diesbezügliche Gespräche statt.[40]
- Washington, D.C./Vereinigte Staaten: In der Zeitschrift Science berichtet ein Forscherteam, dass die Urwaldzerstörungen in Brasilien doppelt so groß seien wie bisher bekannt. Jährlich gehe dem tropischen Regenwald fortlaufend etwa die Hälfte der Fläche Deutschlands durch Rodung verloren. Die Artenvielfalt sei stark rückläufig. Auf ein Jahr gerechnet, stürben rund 50.000 Tier- und Pflanzenarten in dem Gebiet aus.[41]

### Samstag, 22. Oktober 2005
- Nigeria: Bei einem Flugzeugabsturz werden alle 117 Passagiere getötet; die Boeing 737–200 war auf dem Weg von Lagos in die Hauptstadt Abuja. Wegen Fehlinformationen suchte man das Wrack zunächst an einer falschen Stelle und vermutete eine Anzahl von Überlebenden. In der Maschine saßen auch zahlreiche ausländische Geschäftsleute und Diplomaten.[42]
- London/Vereinigtes Königreich: Ein importierter und vorsorglich in Quarantäne gehaltener Papagei stirbt an der Vogelgrippe H5N1. Als Vorsorgemaßnahme gegen deren Verbreitung haben Österreich, Deutschland und die Schweiz die Freilandhaltung von Geflügel bis auf weiteres verboten.
- Mexiko: Da sich das „Auge“ des Hurrikan Wilma wesentlich langsamer bewegt, werden konzentriertere und schwere Verwüstungen befürchtet. Das Zentrum zieht nach der Insel Cozumel nördlich auf die 600.000 Einwohner zählende Metropole Cancún zu, wo der immense Regen rasch die Straßen füllt. Die Strände des Touristenzentrums werden schwer beschädigt und teilweise fortgespült. Der Flughafen muss bis auf weiteres geschlossen werden. Im US-Bundesstaat Florida fordern die Behörden die Touristen auf, die exponierte Inselkette der Key Wests zu verlassen.

### Sonntag, 23. Oktober 2005
- Brasília/Brasilien: In einer Volksabstimmung wird überraschend ein Waffenverbot abgelehnt. Im größten Land Südamerikas sterben jährlich mehr Menschen durch Waffengewalt als durch Krebs oder Verkehrsunfälle.[43]
- Frankfurt am Main/Deutschland: Der türkische Schriftsteller Orhan Pamuk erhält den Friedenspreis des Deutschen Buchhandels.
- Warschau/Polen: Lech Kaczyński von der konservativen Partei Recht und Gerechtigkeit gewinnt die Stichwahl der Wahl zum Präsidentenamt, nachdem er im ersten Wahlgang am 9. Oktober noch an zweiter Stelle hinter dem weniger konservativen Bürgerplattform-Kandidaten Donald Tusk lag. Nur gut die Hälfte aller Wahlberechtigten beteiligt sich an der Abstimmung.[44]
- Wien/Österreich: Nach der Steiermark und dem Burgenland wählt als letztes Bundesland dieses Jahres die österreichische Bundeshauptstadt einen neuen Landtag. Die von Spitzenkandidat Michael Häupl geführte SPÖ erreicht mit 49 % der Stimmen die absolute Mehrheit im Gemeinderat, gefolgt von der ÖVP mit 18,8 und der Strache-FPÖ mit 14,9 %.

### Montag, 24. Oktober 2005
- Bagdad/Irak: Durch die Explosion dreier Autobomben in der Nähe des von Journalisten und internationalen Organisationen genutzten Hotels Palestine sterben mindestens 17 Menschen.[45]
- Peking/China: Im Kampf gegen AIDS erwägt man im „Reich der Mitte“, wo das Problem eher totgeschwiegen wurde, nun „drastische Maßnahmen“. In den nächsten fünf Jahren werden zehn Millionen Infektionen befürchtet.[46]
- Washington, D.C./Vereinigte Staaten: US-Präsident Bush nominiert den Finanzfachmann Ben Bernanke als Nachfolger des scheidenden Vorsitzenden des Federal Reserve Boards, Alan Greenspan.
- Westbengalen/Indien: Bei Überschwemmungen werden in dem indischen Bundesstaat 250.000 Einwohner obdachlos; 19 Menschen kommen ums Leben.[47]

### Dienstag, 25. Oktober 2005
- Bagdad/Irak: Die irakische Verfassung wurde von der Bevölkerung mit einer Zustimmung von 78,6 % angenommen. Nur in den Provinzen Al-Anbar und Salah ad-Din stimmten mehr als zwei Drittel der Wähler dagegen. (BR, Ö1)
- Graz/Österreich: Der steirische Landtag wählt Franz Voves mehrheitlich zum neuen Landeshauptmann als Nachfolger von Waltraud Klasnic. Voves ist damit seit 60 Jahren der erste sozialdemokratische Landeshauptmann der Steiermark.[48]
- München/Deutschland: Beim Unternehmen Infineon setzen die Beschäftigten mit einem Streik weiterhin ihren Arbeitskampf für eine Verbesserung der sozialen Absicherung fort.
- Miami/Vereinigte Staaten: Nach den Verwüstungen in Cancún und der Halbinsel Yucatán erreicht der Hurrikan Wilma nun auch Florida. Bisher wird von sieben Toten und zahlreichen Sachbeschädigungen berichtet: Häuser seien abgedeckt und viele Yachten in den Buchten durch die Wucht des Sturms zerstört worden. Die meisten Touristen und Anwohner auf dem Festland seien den Aufforderungen zur Evakuierung nachgekommen. Doch hätten auf den Florida Keys rund 80 % der Einheimischen die Aufforderungen ignoriert. Viele feierten demonstrativ „Hurrikanpartys“ oder verwendeten die großen Wellen zum Surfen. Dadurch seien viele vom Festland abgeschnitten worden. Fast 2,5 Millionen Haushalte sind weiterhin ohne Stromversorgung. Die Zahl der Hurrikan-Toten in Florida hat sich auf 10 erhöht. (AP)
- Neuwied/Deutschland: In einem Weiher in Rheinland-Pfalz fand man am Montag 22 tote Graugänse und Schwäne, die nach einer ersten Untersuchung an Rattengift gestorben waren. Am Tag darauf dementierte das Landesuntersuchungsamt in Koblenz jedoch, dass die Vögel am gefährlichen Vogelgrippe-Virus H5N1 gestorben seien. Allerdings waren zwei der Zugvögel an einem gewöhnlichen Grippevirus erkrankt.[49]

### Mittwoch, 26. Oktober 2005
- Berlin/Deutschland: Zum Schutz des Geflügelbestandes und der Bevölkerung gehen vom Agrarministerium diverse Weisungen zur Geflügelhaltung aus. Insbesondere die Tränkung durch Oberflächenwasser wie Seen und Tümpeln sei wegen der Infektionsgefahr verboten. Lediglich normales Trinkwasser ist erlaubt. Den Betreibern der Tiergärten wird eingeräumt, ihren Vogelbestand vorweg zu impfen, da einige Wildarten innerhalb der Gebäude eingehen würden.
- China: In Südwestchina werden bei einer Massenpanik in einer Grundschule zehn Kinder getötet; 45 weitere Viertklässler werden verletzt, fünf davon schwer. Die Schüler waren auf einer überfüllten Treppe nach außen unterwegs, als eines der Kinder „Geister“ gerufen haben soll, woraufhin die Panik ausbrach.
- Liverpool/Vereinigtes Königreich: In Liverpool entgleist eine vollbesetzte U-Bahn, doch kommen alle 119 Insassen mit dem Schrecken davon. Bei langsamer Fahrt sei der letzte Wagen aus den Schienen gesprungen. Bisher wird ein mechanischer Fehler vermutet.[50]
- Mogadischu/Somalia: Islamische Geistliche veröffentlichen eine „Fatwa“ gegen die Beschneidung bzw. Genitalverstümmelung an Mädchen. Darin wird die in Afrika weit verbreitete traditionelle Praxis als „unislamisch“ verurteilt. Scheich Nur Barud Gurhan, der Vizevorsitzende des Dachverbands somalischer Geistlicher, setzt die Beschneidung einem Mord gleich. Durchgesetzt wird die Fatwa wohl kaum, da das Land von Clanchefs beherrscht wird.
- Paris/Frankreich: In einem Interview mit der Zeitung Le Figaro prophezeit der Gründer und Inhaber von Microsoft, Bill Gates, den Printmedien den langfristigen Untergang wegen der wachsenden Bedeutung von Online-Zeitungen. Durch den wachsenden Konkurrenzdruck müssten die Zeitungen ihre Online-Ausgaben dringend auf den bestmöglichen Stand bringen.[51]
- Saint-Denis/Réunion: Die Behörden auf der Insel bestätigen, dass ein Mann nach einer Thailand-Reise unter dem Verdacht einer Infizierung mit dem Vogelgrippe-Virus A/H5N1 steht.[52]
- Teheran/Iran: Der iranische Staatspräsident Mahmud Ahmadinedschad ruft bei einer Konferenz mit dem Titel „Die Welt ohne Zionismus“ dazu auf, Israel „von der Landkarte zu tilgen“. Viele der 3.000 Konferenzteilnehmer (meist radikal-konservative Studenten) skandieren daraufhin Parolen gegen Israel und Amerika. Den Gazastreifen-Abzug Israels nennt Ahmadinedschad einen Trick. Einige Staaten bestellen daraufhin die iranischen Botschafter ein.[53]
- Wien/Österreich: Die Republik Österreich feiert den 50. Jahrestag ihrer Unabhängigkeit. Am 26. Oktober 1955 beschloss das Parlament nach Abzug der vier alliierten Besatzungsmächte die „immerwährende Neutralität“. Zum Tag der offenen Tür besuchen 15.000 Österreicher das jüngst renovierte Parlamentsgebäude am Ring. An der großen Truppenparade am Heldenplatz und an den Demonstrationen zum Zivilschutz nehmen 7.000 Soldaten teil, es werden 100 Hubschrauber und zwölf Abfangjäger eingesetzt.
- Zagreb/Kroatien: Das Vogelgrippe-Virus H5N1 ist nun auch in Kroatien nachgewiesen. Die Europäische Kommission bestätigt, dass der Erreger in kürzlich verendeten Gänsen entdeckt wurde. Ein am Neusiedlersee (Grenze Österreich/Ungarn) gefundener toter Schwan wird noch untersucht.[54]

### Donnerstag, 27. Oktober 2005
- Amsterdam/Niederlande: Bei einem Brand im Abschiebegefängnis des Flughafens Schiphol kommen in der Nacht zum Donnerstag elf Menschen ums Leben; 15 weitere werden verletzt. Der Zellenkomplex fasst zur Zeit 350 Gefangene, im betroffenen Gefängnisteil hielten sich 43 Häftlinge und ihre Bewacher auf. Die Feuerwehr hatte das Feuer nach drei Stunden unter Kontrolle. Die Ursache des Feuers ist bisher ungeklärt.[55]
- Berlin/Deutschland: CDU und SPD erwägen offenbar eine Beschränkung des Kündigungsschutzes. Demnach soll einem Arbeitnehmer bei einer Neueinstellung die Option zwischen dem herkömmlichen Schutz vor Entlassung und einer Abfindung präsentiert werden. Gegenüber der Berliner Zeitung bestätigt die zuständige Koalitions-Arbeitsgruppe ihr Einvernehmen. Außerdem liege man bei der Verlängerung der Lebensarbeitszeit und der Sanierung der Rentenversicherung auf einer gemeinsamen Linie.[56]
- Jonschwil/Schweiz: Der Lebensmittel-Discounter Aldi Suisse eröffnet seine ersten vier Filialen.
- London/Vereinigtes Königreich: Der britische Premierminister Tony Blair verurteilt die israelfeindlichen Äußerungen des iranischen Präsidenten Mahmud Ahmadinedschad wie auch viele andere westliche Staatsoberhäupter. Wenn der Iran weiterhin derartige Standpunkte vertreten wolle, „werden die Menschen glauben, dass sie eine wirkliche Bedrohung der Sicherheit und Stabilität unserer Welt“ sind, so Blair auf dem EU-Gipfel im Hampton Court Palace.[57][58]
- Straßburg/Frankreich: Beim Europäischen Gerichtshof reichen zwei Parteien und sechs Politiker eine Anklageschrift gegen die Parlamentswahlen in Russland 2003 und gegen den Präsidenten Russlands Wladimir Putin ein, dem sie eine unfaire Wahldurchführung und -manipulation vorwerfen. Sprecher ist der ehemalige Schachweltmeister Garri Kasparow, der als einstiger Kandidat das Fehlen von freien Wahlen und die Ämterpatronag Putins in den Vordergrund stellt.[59]
- Teheran/Iran: Einen Tag nach dem Aufruf des iranischen Präsidenten Mahmud Ahmadinedschad zur Zerstörung Israels hat Teheran Israel erneut die Legitimation abgesprochen. Der Iran erkenne „das zionistische Besatzungsregime“ nicht an, weil es sich nicht an die Resolutionen des UN-Sicherheitsrats halte, sagte der iranische Außenminister Manuschehr Mottaki laut staatlicher Nachrichtenagentur IRNA. Israel blühe und gedeihe auf der Grundlage des „Verderbens und des Exils der rechtmäßigen Besitzer des Landes“. Der Iran habe schon unmittelbar nach der Revolution von 1979 sowohl Israel als auch dem damaligen Apartheid-Regime von Südafrika vor der UNO die Legitimation abgesprochen.

### Freitag, 28. Oktober 2005
- Berlin/Deutschland: Bei den Koalitionsverhandlungen einigen sich CDU/CSU und SPD laut Bild auf eine Anhebung des Renteneintrittsalters auf 67 Jahre und einen höheren Spitzensteuersatz. Ebenso prüfe man Einsparungen bei Beamten und Pensionären des Bundes, um zusammen mit anderen Maßnahmen ein Sanierungspaket von 35 Milliarden Euro zu erarbeiten. Ersteres lehnt die DGB-Vizepräsidentin Ursula Engelen-Kefer umgehend als unverantwortlich ab. Hinsichtlich der Wirtschaftspolitik äußert Edmund Stoiber, der präsumtive Wirtschafts- und Technologieminister, Bedenken an der diskutierten Aufteilung der Kompetenzen und deutet einen möglichen Rücktritt an. Kanzlerkandidatin Merkel sagt am Baugewerbetag, dass eine höhere Beschäftigungsquote nicht ohne Wirtschaftswachstum zu erreichen sei.[60]
- Compostela Valley/Philippinen: Mindestens 18 Menschen sterben durch eine Explosion in einer Goldmine.[61]
- Mannheim/Deutschland: Der Rat für deutsche Rechtschreibung beschließt Korrekturempfehlungen zur Worttrennung und Interpunktion. Zum Teil werden dabei Verbesserungen in Aussicht gestellt, die obsolet sind, das gilt u. a. für den Hinweis auf die scheinbar neue Priorität der Trennung Sprech-erziehung vor Sprecher-ziehung, welche jedoch schon in früheren Fassungen des reformierten Regelwerks festgelegt wurde.[62]
- Nigeria: Die nigerianische Regierung verhaftet Separatistenführer Ralph Uwazuruike, der den autonomen Staat Biafra fordert.
- Paris/Frankreich: In einigen Pariser Vororten kommt es zu Straßenkämpfen und Angriffen von Jugendlichen auf die Polizei. Auslöser war der Unfalltod zweier Jugendlicher in Clichy-sous-Bois (nahe Paris), die vor Polizisten fliehend über den Zaun eines Transformators geklettert waren. Später griffen die Krawalle auf andere Stadtteile über. Ihre primäre Ursache ist die hohe Arbeitslosigkeit der meist ausländischen Jugendlichen.
- Tamil Nadu/Indien: In Indien sterben bei Überflutungen mindestens 76 Menschen; besonders betroffen war der Bundesstaat Tamil Nadu.[63]
- Teheran/Iran: Nach Aufrufen zur Zerstörung Israels durch Präsident Mahmud Ahmadinedschad vorgestern ruft der Iran zu einer Massendemonstration gegen Israel auf. Die dortige sowie europäische Regierungen zeigen sich erneut empört.[64]

### Samstag, 29. Oktober 2005
- Pjöngjang/Nordkorea: Chinas Präsident Hu Jintao trifft in Nordkorea auf Staatschef Kim Jong-il. In den Gesprächen wird das umstrittene Nordkoreanisches Kernwaffenprogramm thematisiert.[65]
- Washington, D.C./Vereinigte Staaten: Gegen den Stabschef des US-Vizepräsidenten Dick Cheney, Lewis Libby, wird Anklage unter anderem wegen Meineides und Geheimnisverrat erhoben.[66]

### Montag, 31. Oktober 2005
- Berlin/Deutschland: Der SPD-Vorstand stimmt gegen den von Parteichef Franz Müntefering vorgeschlagenen Generalsekretär Kajo Wasserhövel und für die „Parteilinke“ Andrea Nahles. Daraufhin kündigt Müntefering (laut ZDF) seinen Rücktritt an, lässt aber offen, ob er in die Koalitionsregierung als Vizekanzler eintreten werde. Vertreter der Union äußern Bedenken, weil Müntefering eine wichtige "Klammer für eine Große Koalition sei und mit Edmund Stoiber eine gute Kooperationsbasis habe. Der stellvertretende Fraktionschef Wolfgang Bosbach fürchtet (lt. N24-Interview), es gäbe nicht wenige in der SPD, die ohnehin Rot-Rot-Grün lieber hätten als eine Große Koalition. In der FDP werden erneute Kontakte zu den Grünen erwogen.
- Damaskus/Syrien, New York/Vereinigte Staaten: Der Sicherheitsrat der Vereinten Nationen (UN) verlangt von Syrien volle Kooperation zur Aufklärung des Mordes an Libanons Expremier Rafiq al-Hariri. Laut UN-Chefermittler Detlev Mehlis habe Syrien „bisher den Daumen auf viele wichtige Informationen gehalten“ und ihn an Befragungen gehindert. Der Rat verlangt, dass Mehlis unbeaufsichtigt auch Verdächtige vernehmen kann, die zur engeren Familie des syrischen Präsidenten Baschar al-Assad gehören. Anlässlich der Resolution verursacht Syriens Außenminister al-Sharaa in New York einen Eklat und in Damaskus wird gegen die UN demonstriert.[67]

## Weblinks

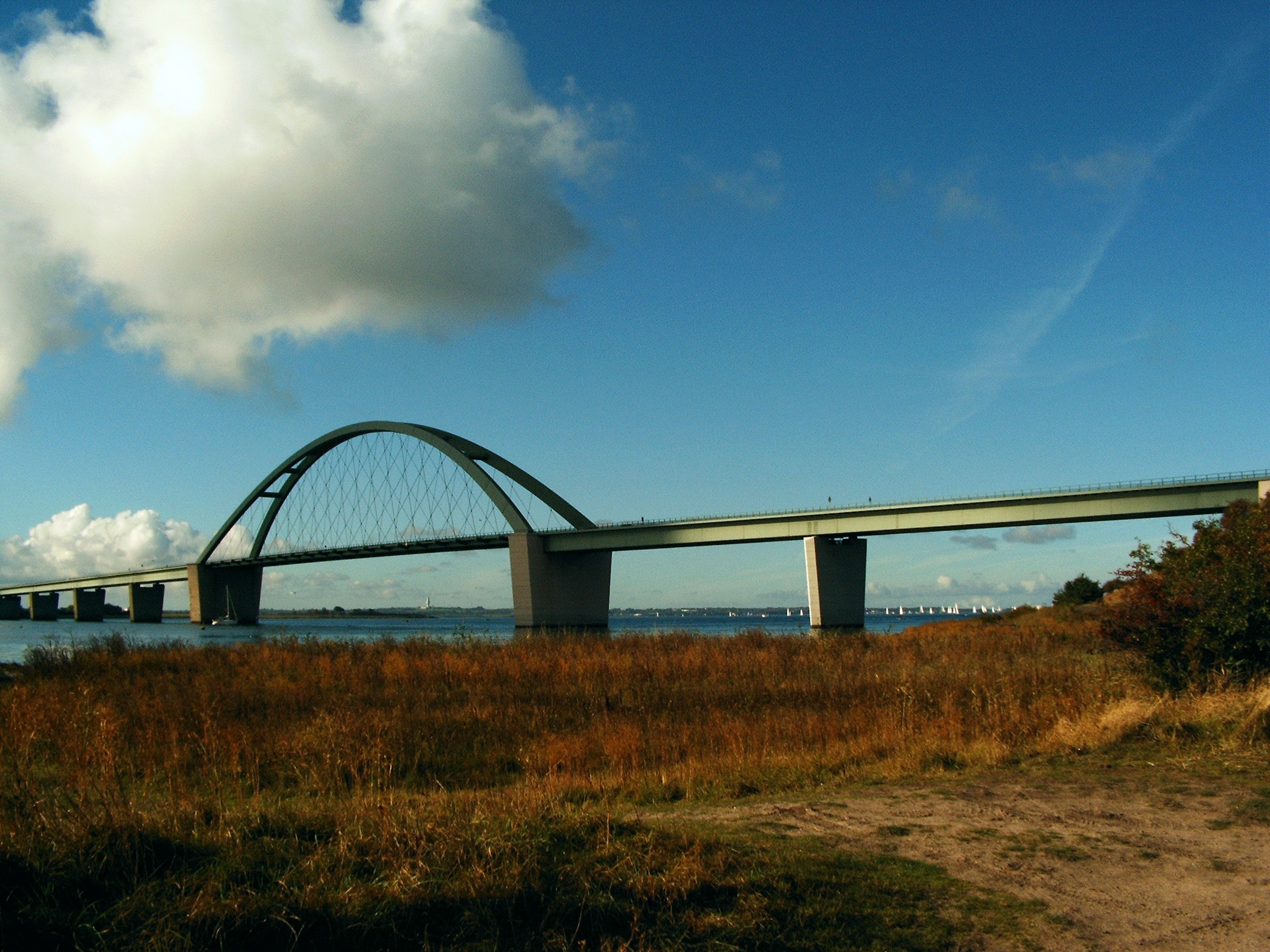
Schleswig-Holstein im Oktober 2005